# T. R. Stockdale

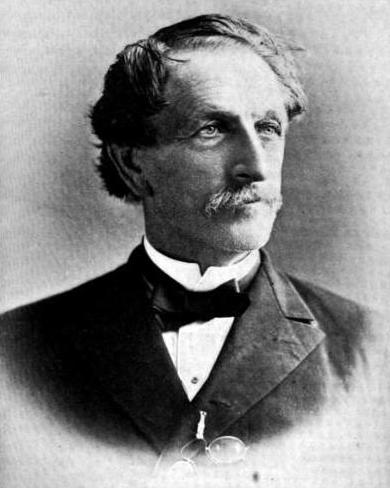
T. R. Stockdale

Thomas Ringland Stockdale (* 28. März 1828 in West Union Church, Greene County, Pennsylvania; † 8. Januar 1899 in Summit, Mississippi) war ein US-amerikanischer Jurist und Politiker. Zwischen 1887 und 1895 vertrat er den fünften Wahlbezirk des Bundesstaates Mississippi im US-Repräsentantenhaus.

## Werdegang
T. R. Stockdale besuchte bis 1856 das Jefferson College in Canonsburg. Im Jahr 1857 zog er in das Pike County im Staat Mississippi, wo er als Lehrer arbeitete. Außerdem studierte er bis 1859 an der University of Mississippi in Oxford Jura. Nach seiner im gleichen Jahr erfolgten Zulassung als Rechtsanwalt begann er in Woodville in seinem neuen Beruf zu arbeiten. Während des Bürgerkrieges stieg Stockdale in der Armee der Konföderierten Staaten bis zum Major auf.
Nach dem Krieg setzte er seine juristische Laufbahn als Rechtsanwalt in Summit fort. Politisch schloss sich Stockdale der Demokratischen Partei an. Im Jahr 1868 nahm er als Delegierter an der Democratic National Convention in New York teil. Bei den Kongresswahlen des Jahres 1886 wurde er im fünften Distrikt von Mississippi in das US-Repräsentantenhaus in Washington, D.C. gewählt, wo er am 4. März 1887 Henry Smith Van Eaton ablöste. Nach drei Wiederwahlen konnte Stockdale bis zum 3. März 1895 insgesamt vier Legislaturperioden im Kongress absolvieren. Für die Wahlen des Jahres 1894 wurde er von seiner Partei nicht mehr nominiert.
Nach dem Ende seiner Zeit im Kongress wurde Stockdale am 1. Dezember 1896 als Richter an den Supreme Court of Mississippi berufen. Er starb am 8. Januar 1899 in Summit und wurde dort auch beigesetzt.